# Петров, Анатолий Николаевич (вице-адмирал)
Анатолий Николаевич Петров (26 августа [8 сентября] 1903, Санкт-Петербург — 23 января 1980, Ленинград) — советский вице-адмирал (1951), начальник Военно-морской академии кораблестроения и вооружения им. А. Н. Крылова (1954—1956).

## Биография
В ВМФ с 1921 года. В 1925 году окончил Военно-морское училище, в 1927 году — штурманский класс Специальных курсов командного состава, а в 1937 году — курсы командиров миноносцев при Военно-морской академии им. К. Е. Ворошилова.
Служил на штурманских должностях: в 1932—1935 годах — флагманским штурманом бригады крейсеров Черноморского флота, а в 1935—1936 годах — бригады линейных кораблей Балтийского флота.
В 1936—1941 годах командовал надводными кораблями, в том числе крейсером «Максим Горький» (1939—1941). Участвовал в Советско-финляндской и Великой Отечественной войнах.
В 1941—1943 гг. — начальник оперативного отдела штаба, с октября 1943 г. — начальник штаба Балтийского флота.
В 1946—1947 годах — командующий Кронштадтским морским оборонительным районом, затем начальник штаба, первый заместитель командующего — начальник штаба 8-го ВМФ.
В 1951—1952 годах — командир Ленинградской военно-морской базы.
В 1952—1959 годах служил в Военно-морской академии кораблестроения и вооружения им. А. Н. Крылова — заместитель начальника по учебной работе, в 1954—1956 гг. — начальник академии, с 1956 — заместитель начальника академии по научно-исследовательской работе.
С 1960 года — в запасе. Похоронен в Ленинграде на Серафимовском кладбище.

## Награды
- орден Ленина (1946)
- четыре ордена Красного Знамени (1942, 1944, 1947, 1951)
- орден Ушакова 2-й степени (1945)
- орден Отечественной войны 1-й степени (1944)
- орден Красной Звезды (1938)
- медали

### Иностранные награды
- Командор Ордена Британской империи Великобритания (1944)[2]

Могила Петрова на Серафимовском кладбище Санкт-Петербурга.